# Gymnosporangium shiraianum
Gymnosporangium shiraianum är en svampart som beskrevs av Hara 1919. Gymnosporangium shiraianum ingår i släktet Gymnosporangium och familjen Pucciniaceae.   Inga underarter finns listade i Catalogue of Life.